# SV Darmstadt 98/Saison 2024/25
Die Saison 2024/25 des SV Darmstadt 98 ist die 127. Saison in der Vereinsgeschichte. Nach dem Abstieg in der Bundesligasaison 2023/24 treten die Lilien in der 2. Bundesliga 2024/25 und im DFB-Pokal 2024/25 an.
Nach vier Spieltagen trat Trainer Torsten Lieberknecht von seiner Tätigkeit zurück und neuer Cheftrainer wurde Florian Kohfeldt. Unter diesem wurde das Achtelfinale des DFB-Pokals und der 12. Tabellenplatz in der 2. Bundesliga erreicht.
Zudem nahm die neugeschaffene, zweite Mannschaft des SV Darmstadt 98 als U21-Team an der Hessenliga 2024/25 teil und erreichte in ihrer Premierensaison den 6. Tabellenplatz.

## Verlauf der Saison

### Personalveränderungen und Saisonvorbereitung
Nach dem Abstieg aus der Bundesliga 2023/24 traten die Lilien in der 2. Bundesliga 2024/25 an. Cheftrainer Torsten Lieberknecht und Co-Trainer Ovid Hajou wurden dabei weiterhin das Vertrauen geschenkt, die Mannschaft mit Sportdirektor Paul Fernie zusammenzustellen und wurden dabei mit Darius Scholtysik um einen weiteren Co-Trainer ergänzt. Es kehrten sechs Leihspieler zu ihren ursprünglichen Vereinen zurück, darunter auch einige Leistungsträger der Vorsaison, wie Tim Skarke zum 1. FC Union Berlin oder Luca Pfeiffer zum VfB Stuttgart. Auch der langjährige Lilienspieler Marvin Mehlem verließ den Verein zu Hull City. Insgesamt 18 Abgängen standen 17 Neuzugänge (inklusive drei Jugendspieler) gegenüber. Mit Aleksandar Vukotić vom SV Wehen Wiesbaden, Fynn Lakenmacher vom TSV 1860 München und Luca Marseiler von Viktoria Köln holte man vielversprechende Drittligaspieler in den Kader, aber auch Philipp Förster vom Erstligist VfL Bochum schloss sich den Lilien an. Torhüter Marcel Schuhen blieb dem Verein auch in der 2. Bundesliga treu.
Die ersten Testspiele gegen Kreisligisten wurden sehr torreich gewonnen: Auf ein 16:0 beim Neuntligisten SpVgg Hainstadt und einem 24:0 beim Zehntligisten SV Beerfelden folgte ein 8:1 gegen den Siebtligisten SV Münster. Unglücklich war das Ergebnis des Testspiels beim viertklassigen Regionalligisten FSV Frankfurt, gegen den man mit 0:1 unterlag. Die Saisoneröffnung am Merck-Stadion am Böllenfalltor fand am 13. Juli 2024 vor 6.000 Zuschauern gegen den luxemburgischen Erstligisten Swift Hesperingen statt, gegen den man 5:1 gewann. Doch es folgte noch eine Niederlage gegen einen niedrigklassigeren Verein, nämlich die 1:2-Niederlage gegen den Drittligisten 1. FC Saarbrücken. Das letzte Testspiel vor Beginn der Pflichtspiele gegen den englischen Zweitligisten Coventry City konnte Darmstadt dann wieder mit 2:0 für sich entscheiden.

### Hinrunde
Die ersten beiden Spiele in der 2. Bundesliga gegen Fortuna Düsseldorf (0:2) und SC Paderborn 07 (1:3) gingen enttäuschend verloren. Es folgte die erste Runde im DFB-Pokal 2024/25 gegen den Regionalligisten FC Teutonia 05 Ottensen, welche ins Millerntor-Stadion verlegt wurde und die Lilien glanzlos, aber nichtsdestotrotz mit 3:1 für sich entscheiden konnten. Da der Start nicht optimal verlief, wurde Darmstadt nochmals auf dem Transfermarkt aktiv und holte allen voran die Offensivspieler Isac Lidberg aus Schweden und Killian Corredor aus Frankreich nach Südhessen. Im Zweitligaspiel gegen den 1. FC Nürnberg, trainiert von Miroslav Klose, konnte Lidberg auch schon sein erstes Tor für den Verein erzielen, Endstand 1:1. Am vierten Spieltag verlor Darmstadt nach schlechter Leistung mit 0:4 beim SV Elversberg. Im Anschluss daran trat Torsten Lieberknecht, nachdem man nur einen Punkt in vier Zweitligaspielen holen konnte und sich der Negativtrend der vorherigen Bundesligasaison einfach fortzusetzen schien, am 1. September 2024 von seiner Tätigkeit als Cheftrainer zurück und auch Co-Trainer Ovid Hajou folgte ihm.
Am 7. September 2024 wurde Florian Kohfeldt als neuer Cheftrainer vorgestellt, mit ihm kam auch Co-Trainer Martin Heck ans Böllenfalltor, währendhin einzig Co-Trainer Darius Scholtysik trotz Trainerwechsels dem Trainerstab erhalten blieb. Unter Kohfeldt ging das erste Spiel, am 14. September 2024 gegen Eintracht Braunschweig, mit 1:1 unentschieden aus. Am 20. September 2024 war man am 6. Spieltag beim FC Schalke 04 zu Gast, als Darmstadt bis kurz vor der Halbzeit mit 0:3 gegen den Gastgeber zurücklag. Doch die 61.021 Zuschauer in der Veltins-Arena sahen, wie die Lilien daraufhin fünf Tore erzielten und den 0:3-Rückstand in einem spektakulären 5:3-Auswärtssieg verwandeln konnten. Die Tore erzielten Fraser Hornby, dreimal Isac Lidberg und Sergio López. Trotz des fünften Saisontores von Lidberg ging das anschließende Heimspiel gegen den 1. FC Magdeburg mit 1:2 verloren. Es folgte ein 3:3 beim Karlsruher SC und ein überzeugender 5:1-Heimsieg gegen den Aufstiegsfavoriten 1. FC Köln, diesmal traf Horny doppelt, sowie Lidberg, Förster und Vukotić. Gegen den Drittligaaufsteiger und Abstiegskandidaten SSV Ulm 1846 war das folgende 1:1 dann fast schon wieder enttäuschend.
Dann kam es im DFB-Pokalwettbewerb zum Zweitrundenspiel beim Drittligisten Dynamo Dresden. In einem umkämpften, attraktiven Spiel konnte nach Vukotićs Führung Dresden in der 85. Minute zum 1:1 ausgleichen. Nachdem sich beide Teams bereits auf die Verlängerung einstellen durften, verwandelte Ex-Dresdner Tobias Kempe in der Nachspielzeit einen Elfmeter zum 2:1 für die Lilien. Obwohl 8 Minuten Nachspielzeit angezeigt waren, ließ Schiedsrichter Tobias Stieler so lange nachspielen, bis Jakob Lemmer in der 101. Minute (11. Minute der Nachspielzeit) zum 2:2 ausglich und es doch noch zur Verlängerung kam. Anschließend in der 98. Minute erzielte Lidberg mit dem 3:2 das letzte Tor eines rasanten Spiels und der SV Darmstadt 98 zog in das Achtelfinale ein. Die hart erarbeiteten Erfolge schienen zusammengeschweißt zu haben: In den vier Spielen im November 2024 holte man drei Siege und ein Unentschieden. Bei der SpVgg Greuther Fürth gewann man mit 5:1, gegen Hertha BSC wurde mit 3:1 gesiegt und bei Hannover 96 gab es einen 2:1-Auswärtserfolg. Doch wieder war es einer der Drittligaaufsteiger, gegen den man strauchelte und spielte so nur 0:0 gegen Preußen Münster.
Im Achtelfinale des DFB-Pokals am 3. Dezember 2024 trat man ausgerechnet gegen Trainer Kohfeldts langjährigen Ex-Verein, den Bundesligisten Werder Bremen, an. Vor 40.000 Zuschauern im Weserstadion wehrten sich die Lilien lange tapfer, doch kurz vor der Verlängerung erzielte Werders Anthony Jung in der 4. Minute der Nachspielzeit doch noch den Siegtreffer und Darmstadt schied aus. Am 15. Spieltag in der 2. Bundesliga trennte man sich 2:2 vom Hamburger SV und im Anschluss gewann man einmal mehr überzeugend mit 5:1, diesmal gegen den 1. FC Kaiserslautern. Isac Lidberg, der bis dato neun Zweitligatore für Darmstadt erzielen konnte, musste jedoch in der 15. Minute ausgewechselt werden und fiel für längere Zeit aus. Im letzten Zweitligaspiel vor der Winterpause trat man gegen den abgeschlagenen Tabellenletzten SSV Jahn Regensburg an und unterlag überraschend mit 1:2, woraufhin die Serie von neun ungeschlagenen Spielen riss. Zur Winterpause belegten die Lilien in der 2. Bundesliga den 10. Tabellenplatz, mit 4 Punkten Abstand zu den Aufstiegsrängen und 10 Punkten Abstand zu den Abstiegsrängen. In der Hessenliga belegte die zweite Mannschaft mit 35 Punkten den 6. Tabellenplatz von 19 Teilnehmern.

### Rückrunde
Das einzige Testspiel in der Wintervorbereitung fand im Trainingslager im spanischen La Nucia statt, als man am 11. Januar 2025 in einem Spiel über 120 Minuten den spanischen Erstligisten FC St. Gallen mit 1:0 schlug. Klaus Gjasula, der unter Florian Kohfeldt kaum Verwendung fand, wechselte zum Drittligisten Rot-Weiss Essen. Ersatztorhüter Karol Niemczycki und Jugendstürmer Fabio Torsiello wurden verliehen. Dem standen die Neuzugänge des zuletzt vereinslosen Jean-Paul Boëtius sowie des montenegrinischen Innenverteidigers Meldin Drešković gegenüber. Das erste Zweitligaspiel im Kalenderjahr 2025 endete gegen Fortuna Düsseldorf mit 2:2, nachdem Killian Corredor mit einem Doppelpack das Spiel noch ausgleichen konnte. Im Anschluss gab es vier torlose Niederlagen in Serie: Gegen den SC Paderborn 07 (0:1), den 1. FC Nürnberg (0:1), SV Elversberg (0:3) und Eintracht Braunschweig (0:1), ehe man am 23. Spieltag gegen den FC Schalke 04 wieder mit 2:0 gewinnen konnte und der inzwischen wieder genesene Isac Lidberg in der 3. und 5. Minute die Tore des Tages und damit früh im Spiel seinen Doppelpack erzielte.
Der 2:0-Sieg gegen Schalke war der erste in einer Reihe von vier Heimsiegen in Folge, da man im Anschluss auch gegen den Karlsruher SC (3:0), gegen die SpVgg Greuther Fürth (1:0) und gegen Hannover 96 (3:1) zuhause gewinnen konnte. Auswärts jedoch hatte man von Dezember 2024 bis zum 28. März 2025 mit einer 1:2-Niederlage beim SSV Ulm 1846 sogar sechs Niederlagen in Serie zu verbuchen, was die Lilien wieder in Abstiegsgefahr brachte. Da man jedoch von den vier Ligaspielen im April 2025 zwei Siege und zwei Unentschieden holen sowie den punktlosen Auswärtstrend mit einem 1:1-Remis bei Hertha BSC stoppen konnte, war es dem SV Darmstadt 98 möglich, am 26. April 2025 zum 31. Spieltag auswärts beim akut abstiegsbedrohten Preußen Münster den Klassenerhalt in der Zweitklassigkeit perfekt zu machen, wenn man dieses Spiel zumindest nicht verlieren würde. Dieses Mindestziel wurde mit einem 1:1-Unentschieden erreicht und somit am viertletzten Spieltag der Klassenerhalt auch rechnerisch festgemacht.
Am 3. Mai 2025 riss die Heimspiel-Siegesserie durch eine 0:4-Niederlage gegen den Aufstiegskandidaten Hamburger SV ab, ehe man am 33. und vorletzten Spieltag auf den 1. FC Kaiserslautern traf, dessen aktueller Trainer der wenige Wochen zuvor verpflichtete Torsten Lieberknecht darstellte, welcher zu Beginn der laufenden Saison noch das Grundgerüst des aktuellen Lilienkaders mit auf die Beine gestellt hatte, doch Darmstadt verlor dieses Auswärtsspiel mit 1:2. Am letzten Spieltag am 18. Mai 2025 wurde bei einem 3:1-Sieg gegen den bereits als Absteiger feststehenden SSV Jahn Regensburg der langjährige Lilienspieler Tobias Kempe, der in dieser Partie als Kapitän auflief, feierlich verabschiedet. Nach 11 Siegen, 8 Unentschieden und 11 Niederlagen unter Kohfeldt erreichte Darmstadt am Ende der Saison den 12. Tabellenplatz.

## Personalien

### Sportliche Leitung und Vereinsführung
| Name                                  | Funktion                                                   |
| Trainer- und Betreuerstab             | Trainer- und Betreuerstab                                  |
| ------------------------------------- | ---------------------------------------------------------- |
| Torsten Lieberknecht (bis 01.09.2024) | Cheftrainer                                                |
| Florian Kohfeldt (ab 07.09.2024)      | Cheftrainer                                                |
| Darius Scholtysik                     | Co-Trainer                                                 |
| Ovid Hajou (bis 01.09.2024)           | Co-Trainer                                                 |
| Martin Heck (ab 07.09.2024)           | Co-Trainer                                                 |
| Dimo Wache (bis 09.04.2025)           | Torwart-Trainer                                            |
| Alexander Kynaß (ab 12.11.2024)       | Torwart-Trainer                                            |
| Christopher Busse                     | Athletiktrainer                                            |
| Alexander Ryan                        | Athletiktrainer                                            |
| Florian Bauer                         | Rehatrainer                                                |
| Kai Peter Schmitz (bis 08.03.2025)    | Videoanalyse                                               |
| Immanuel Höhn (ab 01.02.2025)         | Videoanalyse                                               |
| Maximilian Kohl                       | Videoanalyse                                               |
| Dr. Ingo Schwinnen                    | Mannschaftsärzte                                           |
| Dr. Alexander Lesch                   | Mannschaftsärzte                                           |
| Dr. Philip Jessen                     | Mannschaftsärzte                                           |
| David Ackermann                       | Physiotherapeuten                                          |
| Katrin Herbig                         | Physiotherapeuten                                          |
| Jonas Nietzel                         | Teambetreuer                                               |
| Michael Richter                       | Teambetreuer                                               |
| Oliver Zach                           | Teambetreuer                                               |
| Dr. Mareike Großhauser                | Ernährungsberatung                                         |
| Sportliche Leitung und Organisation   |                                                            |
| Paul Fernie                           | Sportdirektor                                              |
| Matthias Neumann                      | Teammanager                                                |
| Michael Stegmayer                     | Leiter Organisation Lizenzspielerabteilung                 |
| Philipp Gründler (ab 08.10.2024)      | Leiter Kaderplanung & Live-Scouting                        |
| Präsidium                             |                                                            |
| Rüdiger Fritsch                       | Präsident                                                  |
| Markus Pfitzner                       | Vize-Präsident                                             |
| Volker Harr                           | Vize-Präsident                                             |
| Tom Eilers (bis 15.10.2024)           | Lizenzspielerbereich                                       |
| Anne Baumann                          | Finanzen                                                   |
| Wolfgang Arnold                       | Amateurabteilungen, Infrastruktur, Logistik und Sicherheit |
| Uwe Kuhl                              | Sportliche Entwicklung und Nachwuchsleistungszentrum       |
| Geschäftsstelle                       |                                                            |
| Michael Weilguny                      | Kaufmännischer Geschäftsführer                             |
| Martin Kowalewski                     | Geschäftsführer Marketing & Vertrieb                       |
| Tom Eilers (ab 16.10.2024)            | Geschäftsführer Lizenzspielerbereich                       |
| Daniel Wurtz                          | Leitung Finanzen, Controlling & Personal                   |
| Florian Holzbrecher                   | Leitung Event & CSR                                        |
| Jonas Duttine                         | Leitung Sponsoring & Partnermanagement                     |
| Alexander Hein                        | Leitung Spielbetrieb & Sicherheit                          |
| Jan Bergholz                          | Leitung Medien & PR                                        |
| Alexander Lehné                       | Leitung Fanbetreuung                                       |
| Nachwuchsleistungszentrum             |                                                            |
| Björn Kopper                          | Leiter Nachwuchsleistungszentrum                           |
| Björn Müller                          | Sportlicher Leiter                                         |
| Tim Kuhl                              | Organisatorischer Leiter                                   |
| Gösta Kiefer                          | Pädagogischer Leiter                                       |
| Christian Schütz                      | Leiter Scouting                                            |

### Kader
| Kader Saison 2024/25 | Kader Saison 2024/25   | Kader Saison 2024/25 | Kader Saison 2024/25 | Kader Saison 2024/25 | Kader Saison 2024/25 | Kader Saison 2024/25 |
| Nr.                  | Spieler                | Nat.                 | Geburtsdatum         | vorheriger Verein    | Ligaspiele           | Ligatore             |
| Torhüter             | Torhüter               | Torhüter             | Torhüter             | Torhüter             | Torhüter             | Torhüter             |
| -------------------- | ---------------------- | -------------------- | -------------------- | -------------------- | -------------------- | -------------------- |
| 01                   | Marcel Schuhen         | Deutschland          | 13.01.1993           | SV Sandhausen        | 34                   | 0                    |
| 22                   | Karol Niemczycki       | Polen                | 05.07.1999           | Fortuna Düsseldorf   | 0                    | 0                    |
| 30                   | Alexander Brunst       | Deutschland          | 07.07.1995           | Vejle BK             | 0                    | 0                    |
| 43                   | Steve Kroll            | Deutschland          | 07.05.1997           | SpVgg Unterhaching   | 0                    | 0                    |
| Abwehr               |                        |                      |                      |                      |                      |                      |
| 02                   | Sergio López           | Spanien              | 08.04.1999           | FC Basel             | 31                   | 3                    |
| 03                   | Guille Bueno           | Spanien              | 18.09.2002           | Borussia Dortmund    | 22                   | 0                    |
| 04                   | Christoph Zimmermann   | Deutschland          | 12.01.1993           | Norwich City         | 1                    | 0                    |
| 05                   | Matej Maglica          | Kroatien             | 25.09.1998           | VfB Stuttgart        | 18                   | 0                    |
| 13                   | Marco Thiede           | Deutschland          | 20.05.1992           | Karlsruher SC        | 19                   | 0                    |
| 14                   | Meldin Drešković       | Montenegro           | 26.03.1998           | Debreceni Vasutas SC | 2                    | 0                    |
| 20                   | Aleksandar Vukotić     | Serbien              | 22.07.1995           | SV Wehen Wiesbaden   | 32                   | 3                    |
| 26                   | Matthias Bader         | Deutschland          | 17.06.1997           | 1. FC Köln           | 4                    | 0                    |
| 32                   | Fabian Holland         | Deutschland          | 11.07.1990           | Hertha BSC           | 0                    | 0                    |
| 38                   | Clemens Riedel         | Deutschland          | 19.07.2003           | TSG Wieseck          | 33                   | 1                    |
| Mittelfeld           |                        |                      |                      |                      |                      |                      |
| 10                   | Jean-Paul Boëtius      | Niederlande          | 27.03.1994           | Hertha BSC           | 12                   | 0                    |
| 11                   | Tobias Kempe           | Deutschland          | 27.06.1989           | 1. FC Nürnberg       | 15                   | 0                    |
| 15                   | Fabian Nürnberger      | Bulgarien            | 28.07.1999           | 1. FC Nürnberg       | 28                   | 1                    |
| 16                   | Andreas Müller         | Deutschland          | 20.07.2000           | 1. FC Magdeburg      | 32                   | 2                    |
| 17                   | Kai Klefisch           | Deutschland          | 03.12.1999           | SC Paderborn 07      | 24                   | 2                    |
| 18                   | Philipp Förster        | Deutschland          | 04.02.1995           | VfL Bochum           | 22                   | 4                    |
| 21                   | Merveille Papela       | Deutschland          | 18.01.2001           | 1. FSV Mainz 05      | 32                   | 1                    |
| 23                   | Klaus Gjasula          | Albanien             | 14.12.1989           | Hamburger SV         | 4                    | 0                    |
| 28                   | Paul Will              | Deutschland          | 01.03.1999           | Dynamo Dresden       | 4                    | 0                    |
| 44                   | Nico Baier U21         | Polen                | 18.04.2005           | Eintracht Frankfurt  | 0                    | 0                    |
| 47                   | Othmane El Idrissi U21 | Marokko              | 07.10.2006           | Rot-Weiss Frankfurt  | 1                    | 0                    |
| Angriff              |                        |                      |                      |                      |                      |                      |
| 07                   | Isac Lidberg           | Schweden             | 08.09.1998           | FC Utrecht           | 28                   | 14                   |
| 08                   | Luca Marseiler         | Deutschland          | 18.02.1997           | Viktoria Köln        | 31                   | 3                    |
| 09                   | Fraser Hornby          | Schottland           | 13.09.1999           | Stade Reims          | 28                   | 12                   |
| 19                   | Fynn Lakenmacher       | Deutschland          | 10.05.2000           | TSV 1860 München     | 30                   | 1                    |
| 29                   | Oscar Vilhelmsson      | Schweden             | 02.10.2003           | IFK Göteborg         | 12                   | 1                    |
| 34                   | Killian Corredor       | Frankreich           | 04.11.2000           | AF Rodez             | 32                   | 8                    |
| 42                   | Fabio Torsiello U21    | Deutschland          | 02.02.2005           | 1. FSV Mainz 05      | 0                    | 0                    |
| 49                   | Asaf Arania U21        | Israel               | 19.10.2005           | Rot-Weiss Frankfurt  | 0                    | 0                    |

### Transfers

#### Transfers Winter 2024/25
| Jean-Paul Boëtius | vereinslos                           |
| Meldin Drešković  | Debreceni Vasutas SC                 |
| Steve Kroll       | SV Darmstadt 98 Jugendtorwarttrainer |

| Klaus Gjasula    | Rot-Weiss Essen       |
| Karol Niemczycki | MS Aschdod a.         |
| Fabio Torsiello  | SpVgg Unterhaching a. |

#### Transfers Sommer 2024
| Asaf Arania        | SV Darmstadt 98 U19  |
| Nico Baier         | SV Darmstadt 98 U19  |
| Guille Bueno       | Borussia Dortmund a. |
| Killian Corredor   | AF Rodez             |
| Philipp Förster    | VfL Bochum           |
| Othmane El Idrissi | SV Darmstadt 98 U19  |
| Kai Klefisch       | SC Paderborn 07      |
| Fynn Lakenmacher   | TSV 1860 München     |
| Isac Lidberg       | FC Utrecht           |
| Sergio López       | FC Basel             |
| Luca Marseiler     | Viktoria Köln        |
| Karol Niemczycki   | Fortuna Düsseldorf   |
| Merveille Papela   | FSV Mainz 05         |
| Marco Thiede       | Karlsruher SC        |
| Aleksandar Vukotić | SV Wehen Wiesbaden   |
| Paul Will          | Dynamo Dresden       |

| Morten Behrens      | Preußen Münster                     |
| Bartol Franjić      | VfL Wolfsburg w.a.                  |
| Gerrit Holtmann     | VfL Bochum w.a.                     |
| Mathias Honsak      | 1. FC Heidenheim                    |
| Thomas Isherwood    | AIK Solna                           |
| Julian Justvan      | TSG 1899 Hoffenheim w.a.            |
| Emir Karic          | Sturm Graz                          |
| Christoph Klarer    | Birmingham City                     |
| Braydon Manu        | PEC Zwolle                          |
| Marvin Mehlem       | Hull City                           |
| Jannik Müller       | vereinslos                          |
| Luca Pfeiffer       | VfB Stuttgart w.a.                  |
| Sebastian Polter    | FC Schalke 04 w.a.                  |
| Fabian Schnellhardt | 1. SC 1911 Heiligenstadt            |
| Aaron Seydel        | vereinslos                          |
| Tim Skarke          | 1. FC Union Berlin w.a.             |
| Max Wendt           | Hamburg-Eimsbütteler Ballspiel-Club |

| Filip Stojilković | 1. FC Kaiserslautern w.a. |

| Filip Stojilković | OFK Belgrad a. |

## Spiele

### 2. Bundesliga
Die Tabelle listet alle Spiele des Vereins in der 2. Fußball-Bundesliga 2024/25 auf. Siege sind grün, Unentschieden sind gelb und Niederlagen sind rot hinterlegt.
| ST | Datum              | Gegner                 | Platz    | Ort                                         | Zuschauer | Ergebnis  | Tore |
| -- | ------------------ | ---------------------- | -------- | ------------------------------------------- | --------- | --------- | --- |
| 1  | 4. August 2024     | Fortuna Düsseldorf     | Heim     | Merck-Stadion am Böllenfalltor, Darmstadt   | 17.810    | 0:2 (0:0) | 0:1 Vukotić (55., Eigentor), 0:2 Rossmann (86.) |
| 2  | 11. August 2024    | SC Paderborn 07        | Auswärts | Home-Deluxe-Arena, Paderborn                | 12.972    | 3:1 (0:1) | 0:1 Vilhelmsson (7.), 1:1 Klaas (53.), 2:1 Bilbija (64.), 3:1 Ansah (83.)                                                                               |
| 3  | 25. August 2024    | 1. FC Nürnberg         | Heim     | Merck-Stadion am Böllenfalltor, Darmstadt   | 17.810    | 1:1 (1:0) | 1:0 Lidberg (23.), 1:1 Ševčík (62.) |
| 4  | 31. August 2024    | SV Elversberg          | Auswärts | Waldstadion Kaiserlinde, Spiesen-Elversberg | 9.443     | 4:0 (2:0) | 1:0 Schnellbacher (5.), 2:0 Asllani (20.), 3:0 Asllani (59.), 4:0 Gerezgiher (90.)                                                                      |
| 5  | 14. September 2024 | Eintracht Braunschweig | Heim     | Merck-Stadion am Böllenfalltor, Darmstadt   | 17.076    | 1:1 (1:0) | 1:0 López (28.), 1:1 Szabó (86.) |
| 6  | 20. September 2024 | FC Schalke 04          | Auswärts | Veltins-Arena, Gelsenkirchen                | 61.021    | 3:5 (3:1) | 1:0 Mohr (14.), 2:0 Sylla (34.), 3:0 Schallenberg (38.), 3:1 Hornby (45.+5), 3:2 Lidberg (56.), 3:3 Lidberg (76.), 3:4 Lidberg (87.), 3:5 López (90.+7) |
| 7  | 28. September 2024 | 1. FC Magdeburg        | Heim     | Merck-Stadion am Böllenfalltor, Darmstadt   | 17.311    | 1:2 (1:1) | 1:0 Lidberg (11.), 1:1 Burcu (22.), Krempicki (48.) |
| 8  | 4. Oktober 2024    | Karlsruher SC          | Auswärts | BBBank Wildpark, Karlsruhe                  | 31.034    | 3:3 (0:3) | 1:0 Burnić (11.), 1:1 Lidberg (15.), 2:1 Jensen (28.), 2:2 Klefisch (54.), 2:3 Vukotić (74.), 3:3 Schleusener (77.)                                     |
| 9  | 18. Oktober 2024   | 1. FC Köln             | Heim     | Merck-Stadion am Böllenfalltor, Darmstadt   | 17.810    | 5:1 (2:1) | 1:0 Hornby (11.), 1:1 Lemperle (38.), 2:1 Hornby (40.), 3:1 Lidberg (54.), 4:1 Förster (65.), 5:1 Vukotić (90.+4)                                       |
| 10 | 27. Oktober 2024   | SSV Ulm 1846           | Heim     | Merck-Stadion am Böllenfalltor, Darmstadt   | 17.455    | 1:1 (1:1) | 1:0 Hornby (16.), 1:1 Keller (18.) |
| 11 | 2. November 2024   | SpVgg Greuther Fürth   | Auswärts | Sportpark Ronhof, Fürth                     | 11.161    | 1:5 (0:3) | 0:1 Förster (30.), 0:2 Lakenmacher (40.), 0:3 Lidberg (45.+3), 0:4 Corredor (51.), 0:5 López (77.), 1:5 Hrgota (90.)                                    |
| 12 | 9. November 2024   | Hertha BSC             | Heim     | Merck-Stadion am Böllenfalltor, Darmstadt   | 17.810    | 3:1 (1:1) | 0:1 Niederlechner (21.), 1:1 Förster (45.+2), 2:1 Lidberg (65.), 3:1 Müller (81.)                                                                       |
| 13 | 23. November 2024  | Hannover 96            | Auswärts | Heinz-von-Heiden-Arena, Hannover            | 31.500    | 1:2 (0:0) | 0:1 Förster (62.), 1:1 Lee (68.), 1:2 Nürnberger (72.)                                                                                                  |
| 14 | 30. November 2024  | Preußen Münster        | Heim     | Merck-Stadion am Böllenfalltor, Darmstadt   | 17.569    | 0:0 (0:0) | — |
| 15 | 8. Dezember 2024   | Hamburger SV           | Auswärts | Volksparkstadion, Hamburg                   | 51.616    | 2:2 (2:1) | 1:0 Königsdörffer (10.), 1:1 Vukotić (33.), 2:1 Karabec (45.), 2:2 Corredor (63.)                                                                       |
| 16 | 14. Dezember 2024  | 1. FC Kaiserslautern   | Heim     | Merck-Stadion am Böllenfalltor, Darmstadt   | 17.810    | 5:1 (2:0) | 1:0 Corredor (33.), 2:0 Hornby (45.+2), 3:0 Marseiler (62.), 4:0 Hornby (73.), 4:1 Hanslik (84.), 5:1 Corredor (88.)                                    |
| 17 | 22. Dezember 2024  | SSV Jahn Regensburg    | Auswärts | Jahnstadion, Regensburg                     | 10.008    | 2:1 (0:0) | 1:0 Pröger (65.), 2:0 Ganaus (90.+1), 2:1 Klefisch (90.+3)                                                                                              |
| 18 | 17. Januar 2025    | Fortuna Düsseldorf     | Auswärts | Merkur Spiel-Arena, Düsseldorf              | 51.200    | 2:2 (1:0) | 1:0 Van Brederode (41.), 2:0 Haag (61.), 2:1 Corredor (69., Elfmeter), 2:2 Corredor (72.)                                                               |
| 19 | 26. Januar 2025    | SC Paderborn 07        | Heim     | Merck-Stadion am Böllenfalltor, Darmstadt   | 16.951    | 0:1 (0:1) | 0:1 Platte (37.) |
| 20 | 31. Januar 2025    | 1. FC Nürnberg         | Auswärts | Max-Morlock-Stadion, Nürnberg               | 25.968    | 1:0 (0:0) | 1:0 Drexler (85.) |
| 21 | 8. Februar 2025    | SV Elversberg          | Heim     | Merck-Stadion am Böllenfalltor, Darmstadt   | 16.855    | 0:3 (0:2) | 0:1 Fellhauer (12.), 0:2 Neubauer (42.), 0:3 Asllani (64.)                                                                                              |
| 22 | 15. Februar 2025   | Eintracht Braunschweig | Auswärts | Eintracht-Stadion, Braunschweig             | 18.714    | 1:0 (0:0) | 1:0 Tempelmann (60.) |
| 23 | 23. Februar 2025   | FC Schalke 04          | Heim     | Merck-Stadion am Böllenfalltor, Darmstadt   | 17.810    | 2:0 (2:0) | 1:0 Lidberg (3.), 2:0 Lidberg (5.) |
| 24 | 2. März 2025       | 1. FC Magdeburg        | Auswärts | Avnet Arena, Magdeburg                      | 22.430    | 4:1 (0:1) | 0:1 Hornby (29.), 1:1 Amaechi, 2:1 Burcu (73.), 3:1 El-Zein (78.), 4:1 Kaars (81.)                                                                      |
| 25 | 7. März 2025       | Karlsruher SC          | Heim     | Merck-Stadion am Böllenfalltor, Darmstadt   | 17.810    | 3:0 (1:0) | 1:0 Lidberg (10.), 2:0 Corredor (73.), 3:0 Papela (79.)                                                                                                 |
| 26 | 15. März 2025      | 1. FC Köln             | Auswärts | Rheinenergiestadion, Köln                   | 50.000    | 2:1 (1:1) | 1:0 Thielmann (1.), 1:1 Hornby (25., Elfmeter), 2:1 Waldschmidt (81., Elfmeter)                                                                         |
| 27 | 28. März 2025      | SSV Ulm 1846           | Auswärts | Donaustadion, Ulm                           | 15.271    | 2:1 (0:0) | 1:0 Röser (51.), 2:0 Batista-Meier (57.), 2:1 Riedel (68.)                                                                                              |
| 28 | 5. April 2025      | SpVgg Greuther Fürth   | Heim     | Merck-Stadion am Böllenfalltor, Darmstadt   | 16.820    | 1:0 (0:0) | 1:0 Lidberg (79.) |
| 29 | 12. April 2025     | Hertha BSC             | Auswärts | Olympiastadion, Berlin                      | 46.763    | 1:1 (0:0) | 0:1 Lidberg (48.), 1:1 Vukotić (62., Eigentor) |
| 30 | 20. April 2025     | Hannover 96            | Heim     | Merck-Stadion am Böllenfalltor, Darmstadt   | 17.810    | 3:1 (1:0) | 1:0 Hornby (1.), 1:1 Voglsammer (82.), 2:1 Corredor (83.), 3:1 Hornby (90.+2, Elfmeter)                                                                 |
| 31 | 26. April 2025     | Preußen Münster        | Auswärts | Preußenstadion, Münster                     | 12.422    | 1:1 (0:1) | 0:1 Marseiler (45.+1), 1:1 Mees (62.) |
| 32 | 3. Mai 2025        | Hamburger SV           | Heim     | Merck-Stadion am Böllenfalltor, Darmstadt   | 17.810    | 0:4 (0:1) | 0:1 Reis (23.), 0:2 Königsdörffer (58.), 0:3 Selke (80.), 0:4 Glatzel (90.+5)                                                                           |
| 33 | 11. Mai 2025       | 1. FC Kaiserslautern   | Auswärts | Fritz-Walter-Stadion, Kaiserslautern        | 49.088    | 2:1 (2:1) | 0:1 Marseiler (3.), 1:1 Ritter (15., Elfmeter), 2:1 Ache (45.+7)                                                                                        |
| 34 | 18. Mai 2025       | SSV Jahn Regensburg    | Heim     | Merck-Stadion am Böllenfalltor, Darmstadt   | 16.966    | 3:1 (0:1) | 0:1 Wurm (8.), 1:1 Hornby (57.), 2:1 Hornby (64.), 3:1 Müller (90.+4)                                                                                   |

### DFB-Pokal
Als Zweitligist war Darmstadt automatisch für den DFB-Pokal 2024/25 qualifiziert. In der ersten Runde schlug man, noch unter Torsten Lieberknecht, den Regionalligisten FC Teutonia 05 Ottensen im Hamburger Millerntor-Stadion mit 3:1. Bei Dynamo Dresden musste man in der zweiten Runde in die Verlängerung gehen, ehe man das Achtelfinale gegen Werder Bremen erreichte, den früheren Verein von Darmstadts Trainer Florian Kohfeldt, doch im Weserstadion verlor man mit 0:1 durch ein Gegentor in der vierten Minute der Nachspielzeit.
| Runde        | Datum            | Gegner                  | Liga des Gegners        | Platz    | Ort                                   | Zuschauer | Ergebnis                  | Tore                                                                                           |
| ------------ | ---------------- | ----------------------- | ----------------------- | -------- | ------------------------------------- | --------- | ------------------------- | ---------------------------------------------------------------------------------------------- |
| 1. Runde     | 18. August 2024  | FC Teutonia 05 Ottensen | Regionalliga Nord (IV.) | Auswärts | Millerntor-Stadion, Hamburg-St. Pauli | 6.487     | 1:3 (0:2)                 | 0:1 Klefisch (19.), 0:2 Nürnberger (28., Elfmeter), 1:2 Stark (49.), 1:3 Vilhelmsson (62.)     |
| 2. Runde     | 30. Oktober 2024 | Dynamo Dresden          | 3. Liga                 | Auswärts | Rudolf-Harbig-Stadion, Dresden        | 30.070    | 2:3 n. V. (2:3, 2:2, 0:0) | 0:1 Vukotić (56.), 1:1 Lemmer (85.), 1:2 Kempe (90.+2), 2:2 Lemmer (90.+11), 2:3 Lidberg (98.) |
| Achtelfinale | 3. Dezember 2024 | Werder Bremen           | 1. Bundesliga           | Auswärts | Weserstadion, Bremen                  | 40.000    | 1:0 (0:0)                 | 1:0 Jung (90.+4)                                                                               |

### Testspiele
Diese Tabelle führt die ausgetragenen Testspiele der ersten Mannschaft in der Saison 2024/25 auf. Siege sind grün, Unentschieden sind gelb und Niederlagen sind rot hinterlegt.
| Datum             | Gegner                       | Liga des Gegners             | Platz    | Ort                                            | Zuschauer | Ergebnis    | Tore |
| ----------------- | ---------------------------- | ---------------------------- | -------- | ---------------------------------------------- | --------- | ----------- | --- |
| 29. Juni 2024     | SpVgg Hainstadt              | Kreisliga A Offenbach (IX.)  | Auswärts | Sportplatz am Katzenfeld, Hainstadt (Hainburg) | 700       | 0:16 (0:7)  | 0:1 Mehlem (21.), 0:2 Lakenmacher (25.), 0:3 Lakenmacher (26.), 0:4 Müller (30.), 0:5 Müller (37.), 0:6 López (42.), 0:7 Lakenmacher (42.), 0:8 Stojilković (48.), 0:9 Riedel (51.), 0:10 Papela (52.), 0:11 Riedel (54.), 0:12 Bader (60.), 0:13 Kempe (63.), 0:14 Baier (69.), 0:15 Stojilković (84.), 0:16 Torsiello (86.) |
| 3. Juli 2024      | SV Beerfelden                | Kreisliga B Odenwald (X.)    | Auswärts | Sportzentrum Beerfelden                        | 1.250     | 0:24 (0:13) | 0:1 Lakenmacher (6.), 0:2 Klefisch (8.), 0:3 Vilhelmsson (11.), 0:4 Kempe (19.), 0:5 Kempe (20.), 0:6 Vilhelmsson (21.), 0:7 Vilhelmsson (22.), 0:8 Lakenmacher (25.), 0:9 Kempe (26., Elfmeter), 0:10 Vilhelmsson (29.), 0:11 Riedel (34., Elfmeter), 0:12 Vilhelmsson (42.), 0:13 Lakenmacher (45.), 0:14 Stojilković (50.), 0:15 Müller (54.), 0:16 Stojilković (61.), 0:17 Torsiello (64.), 0:18 Zelic (73.), 0:19 Müller (76.), 0:20 Marseiler (79.), 0:21 Stojilković (82.), 0:22 Stojilković (83.), 0:23 Marseiler (87.), 0:24 Mehlem (89.) |
| 6. Juli 2024      | SV Münster                   | Gruppenliga Darmstadt (VII.) | Auswärts | Sportplatz am Mäusberg, Münster (Hessen)       | 1.200     | 1:8 (0:5)   | 0:1 Mehlem (15.), 0:2 Mehlem (25.), 0:3 Vilhelmsson (29.), 0:4 Hornby (39.), 0:5 Hornby (45.+1), 0:6 Marseiler (49.), 0:7 Stojilković (68.), 1:7 (89.), 1:8 El Idrissi (90.) |
| 10. Juli 2024     | FSV Frankfurt                | Regionalliga Südwest (IV.)   | Auswärts | PSD Bank Arena, Frankfurt am Main              | 1.000     | 1:0 (1:0)   | 1:0 Celik (34.) |
| 13. Juli 2024     | Swift Hesperingen            | BGL Ligue (I.)               | Heim     | Merck-Stadion am Böllenfalltor, Darmstadt      | 6.000     | 5:1 (3:0)   | 1:0 Marseiler (4.), 2:0 Maglica (21.), 3:0 Lakenmacher (29.), 3:1 Maglica (50., Eigentor), 4:1 Stojilković (65.), 5:1 Stojilković (75.) |
| 20. Juli 2024     | 1. FC Saarbrücken            | 3. Liga                      | Neutral  | Kunstrasenplatz Herxheim bei Landau/Pfalz      | 300       | 1:2 (1:2)   | 0:1 Schmidt (3.), 1:1 Vukotić (7.), 1:2 Zeitz (27.) |
| 27. Juli 2024     | Coventry City                | EFL Championship (II.)       | Heim     | Merck-Stadion am Böllenfalltor, Darmstadt      | 4.500     | 2:0 (0:0)   | 1:0 Vukotić (76.), 2:0 Lakenmacher (82.) |
| 4. September 2024 | 1. FSV Mainz 05              | 1. Bundesliga                | Auswärts | Bruchwegstadion, Mainz                         | 800       | 0:1 (0:0)   | 0:1 Klefisch (71.) |
| 8. Oktober 2024   | SG Barockstadt Fulda-Lehnerz | Regionalliga Südwest (IV.)   | Heim     | HEAG-Stadion, Darmstadt                        | 120       | 1:0 (1:0)   | 1:0 Corredor (24.) |
| 11. Januar 2025   | FC St. Gallen                | Super League (I.)            | Neutral  | Estadi Olímpic Camilo Cano, La Nucia           | 100       | 1:0 (1:0)   | 1:0 Zigi (5., Eigentor) |

## Saisonverlauf
| Spieltag | 1  | 2  | 3  | 4  | 5  | 6  | 7  | 8  | 9  | 10 | 11 | 12 | 13 | 14 | 15 | 16 | 17 | 18 | 19 | 20 | 21 | 22 | 23 | 24 | 25 | 26 | 27 | 28 | 29 | 30 | 31 | 32 | 33 | 34 |
| -------- | -- | -- | -- | -- | -- | -- | -- | -- | -- | -- | -- | -- | -- | -- | -- | -- | -- | -- | -- | -- | -- | -- | -- | -- | -- | -- | -- | -- | -- | -- | -- | -- | -- | -- |
| Spielort | H  | A  | H  | A  | H  | A  | H  | A  | H  | H  | A  | H  | A  | H  | A  | H  | A  | A  | H  | A  | H  | A  | H  | A  | H  | A  | A  | H  | A  | H  | A  | H  | A  | H  |
| Resultat | N  | N  | U  | N  | U  | S  | N  | U  | S  | U  | S  | S  | S  | U  | U  | S  | N  | U  | N  | N  | N  | N  | S  | N  | S  | N  | N  | S  | U  | S  | U  | N  | N  | S  |
| Platz    | 16 | 17 | 16 | 17 | 16 | 14 | 16 | 16 | 13 | 13 | 12 | 12 | 10 | 11 | 10 | 10 | 10 | 10 | 10 | 11 | 12 | 13 | 12 | 13 | 13 | 13 | 14 | 13 | 13 | 12 | 12 | 12 | 12 | 12 |

Legende: Spielort: H = Heim; A = Auswärts. Resultat: S = Sieg; U = Unentschieden; N = Niederlage

## Abschlusstabelle
| Pl. | Verein                  | Sp. | S  | U  | N  | Tore    | Diff. | Punkte | Anm. |
| --- | ----------------------- | --- | -- | -- | -- | ------- | ----- | ------ | ---- |
| 1.  | 1. FC Köln (A)          | 34  | 18 | 7  | 9  | 053:380 | +15   | 61     | ▲    |
| 2.  | Hamburger SV            | 34  | 16 | 11 | 7  | 078:440 | +34   | 59     | ▲    |
| 3.  | SV Elversberg           | 34  | 16 | 10 | 8  | 064:370 | +27   | 58     | ( ▲) |
| 4.  | SC Paderborn 07         | 34  | 15 | 10 | 9  | 056:460 | +10   | 55     |      |
| 5.  | 1. FC Magdeburg         | 34  | 14 | 11 | 9  | 064:520 | +12   | 53     |      |
| 6.  | Fortuna Düsseldorf (R↑) | 34  | 14 | 11 | 9  | 057:520 | +5    | 53     |      |
| 7.  | 1. FC Kaiserslautern    | 34  | 15 | 8  | 11 | 056:550 | +1    | 53     |      |
| 8.  | Karlsruher SC           | 34  | 14 | 10 | 10 | 057:550 | +2    | 52     |      |
| 9.  | Hannover 96             | 34  | 13 | 12 | 9  | 041:360 | +5    | 51     |      |
| 10. | 1. FC Nürnberg          | 34  | 14 | 6  | 14 | 060:570 | +3    | 48     |      |
| 11. | Hertha BSC              | 34  | 12 | 8  | 14 | 049:510 | −2    | 44     |      |
| 12. | SV Darmstadt 98 (A)     | 34  | 11 | 9  | 14 | 056:550 | +1    | 42     |      |
| 13. | SpVgg Greuther Fürth    | 34  | 10 | 9  | 15 | 045:590 | −14   | 39     |      |
| 14. | FC Schalke 04           | 34  | 10 | 8  | 16 | 052:620 | −10   | 38     |      |
| 15. | Preußen Münster (N)     | 34  | 8  | 12 | 14 | 040:430 | −3    | 36     |      |
| 16. | Eintracht Braunschweig  | 34  | 8  | 11 | 15 | 038:640 | −26   | 35     | ( ▼) |
| 17. | SSV Ulm 1846 (N)        | 34  | 6  | 12 | 16 | 036:480 | −12   | 30     | ▼    |
| 18. | SSV Jahn Regensburg (N) | 34  | 6  | 7  | 21 | 023:710 | −48   | 25     | ▼    |

|                         |                                                                           |
| Zum Saisonende 2023/24: |                                                                           |
| (A)                     | Absteiger aus der Bundesliga                                              |
| (R↑)                    | Verlierer der Relegation zur Bundesliga                                   |
| (N)                     | Aufsteiger aus der 3. Liga                                                |
| Zum Saisonende 2024/25: |                                                                           |
| ▲                       | Aufstieg in die Bundesliga 2025/26                                        |
| ( ▲)                    | Teilnahme an den Relegationsspielen gegen den 16. der Bundesliga 2024/25  |
| ( ▼)                    | Teilnahme an den Relegationsspielen gegen den Dritten der 3. Liga 2024/25 |
| ▼                       | Abstieg in die 3. Liga 2025/26                                            |

## Zuschauerzahlen
Folgende Tabelle bietet einen Vergleich der Zuschauerzahlen der Heim- und Auswärtsspiele des SV Darmstadt 98 im Ligabetrieb dieser Saison. Die Vereine sind nach Austragungsreihenfolge der Heimspiele nach Spieltag sortiert.
| Gegner in Heimspielreihenfolge | Heimspiel | Auswärtsspiel | Austragungsort beim Auswärtsspiel                     |
| ------------------------------ | --------- | ------------- | ----------------------------------------------------- |
| 1. Fortuna Düsseldorf          | 17.810    | 51.200        | Merkur Spiel-Arena, Düsseldorf                        |
| 2. 1. FC Nürnberg              | 17.810    | 25.968        | Max-Morlock-Stadion, Nürnberg                         |
| 3. Eintracht Braunschweig      | 17.076    | 18.714        | Eintracht-Stadion, Braunschweig                       |
| 4. 1. FC Magdeburg             | 17.311    | 22.430        | Avnet Arena, Magdeburg                                |
| 5. 1. FC Köln                  | 17.810    | 50.000        | Rheinenergiestadion, Köln                             |
| 6. SSV Ulm 1846                | 17.455    | 15.271        | Donaustadion, Ulm                                     |
| 7. Hertha BSC                  | 17.810    | 46.763        | Olympiastadion, Berlin                                |
| 8. Preußen Münster             | 17.569    | 12.422        | Preußenstadion, Münster                               |
| 9. 1. FC Kaiserslautern        | 17.810    | 49.088        | Fritz-Walter-Stadion, Kaiserslautern                  |
| 10. SC Paderborn 07            | 16.951    | 12.972        | Home-Deluxe-Arena, Paderborn                          |
| 11. SV Elversberg              | 16.855    | 09.443        | Waldstadion Kaiserlinde, Spiesen-Elversberg           |
| 12. FC Schalke 04              | 17.810    | 61.021        | Veltins-Arena, Gelsenkirchen                          |
| 13. Karlsruher SC              | 17.810    | 31.034        | BBBank Wildpark, Karlsruhe                            |
| 14. SpVgg Greuther Fürth       | 16.820    | 11.161        | Sportpark Ronhof, Fürth                               |
| 15. Hannover 96                | 17.810    | 31.500        | Heinz-von-Heiden-Arena, Hannover                      |
| 16. Hamburger SV               | 17.810    | 51.616        | Volksparkstadion, Hamburg                             |
| 17. SSV Jahn Regensburg        | 16.966    | 10.008        | Jahnstadion, Regensburg                               |
| Im Schnitt:                    | 17.487    | 29.447        | Heimspiele: Merck-Stadion am Böllenfalltor, Darmstadt |

## SV Darmstadt 98 II
Zur Saison 2024/25 bildete der SV Darmstadt 98 nach langjähriger Abstinenz wieder eine zweite Mannschaft, welche vereinsintern auch als U21-Mannschaft angesehen wird. Auf Antrag beim Hessischen Fußball-Verband wurde ein Startplatz in der fünftklassigen Hessenliga, in der die erste Mannschaft der Lilien in der Saison 2007/08 noch spielte, genehmigt.
Die neue Mannschaft wurde aus 13 Spielern der U19 sowie zwei Spielern der U17 der Vorsaison zusammengestellt, ergänzt von sieben externen Neuzugängen. Cheftrainer war Daniel Petrowsky, der von den Co-Trainern Pascal Laier und Sebastian Schmitt unterstützt wurde. Als der einzig ältere Spieler trug Markus Ballmert die Kapitänsbinde.
Ihre Heimspiele trug die zweite Mannschaft im 16,4 Kilometer vom Stadion am Böllenfalltor entfernten „Sportplatz am Hinkelstein“ in Alsbach-Hähnlein, Heimat des siebtklassigen Gruppenligisten FC Alsbach, aus.
Am Ende ihrer Debütsaison belegte die U21 mit 59 Punkten den sechsten Tabellenplatz in der Hessenliga.

### Kader
| Kader Saison 2024/25 | Kader Saison 2024/25 | Kader Saison 2024/25    | Kader Saison 2024/25 | Kader Saison 2024/25 | Kader Saison 2024/25 | Kader Saison 2024/25 |
| Nr.                  | Spieler              | Nat.                    | Geburtsdatum         | vorheriger Verein    | Ligaspiele           | Ligatore             |
| Torhüter             | Torhüter             | Torhüter                | Torhüter             | Torhüter             | Torhüter             | Torhüter             |
| -------------------- | -------------------- | ----------------------- | -------------------- | -------------------- | -------------------- | -------------------- |
| 01                   | Til Rohde            | Deutschland             | 21.03.2007           | Eigene Jugend        | 23                   | 0                    |
| 22                   | Karol Niemczycki 1   | Polen                   | 05.07.1999           | Fortuna Düsseldorf   | 5                    | 0                    |
| 22                   | Leon Walch           | Deutschland             | 08.11.2005           | Würzburger Kickers   | 2                    | 0                    |
| 23                   | Emil Hagemann        | Deutschland             | 03.06.2006           | Würzburger Kickers   | 0                    | 0                    |
| 30                   | Alexander Brunst 1   | Deutschland             | 07.07.1995           | Vejle BK             | 6                    | 0                    |
| Abwehr               |                      |                         |                      |                      |                      |                      |
| 02                   | Elias Crößmann       | Deutschland             | 06.07.2006           | Eigene Jugend        | 23                   | 0                    |
| 03                   | Kelvin Kunstmann U19 | Deutschland             | 23.01.2007           | Eintracht Frankfurt  | 2                    | 0                    |
| 03                   | Nick Sauer           | Deutschland             | 30.07.2005           | Eigene Jugend        | 11                   | 0                    |
| 04                   | Julian Donges        | Deutschland             | 15.04.2005           | Rot-Weiss Frankfurt  | 14                   | 0                    |
| 05                   | Maurizio Robotta     | Deutschland             | 18.07.2004           | Rot-Weiß Walldorf    | 21                   | 0                    |
| 06                   | Tim Arnold           | Deutschland             | 29.07.2006           | Eigene Jugend        | 26                   | 0                    |
| 08                   | Samir Gegg           | Deutschland             | 09.02.2005           | Eigene Jugend        | 27                   | 2                    |
| 13                   | Marcello Maier U19   | Deutschland             | 04.03.2007           | TSG 1899 Hoffenheim  | 5                    | 0                    |
| 15                   | Markus Ballmert      | Deutschland             | 27.11.1993           | FC Bayern Alzenau    | 36                   | 2                    |
| 25                   | Bastian Görtler U19  | Deutschland             | 17.01.2006           | 1. FSV Mainz 05      | 9                    | 0                    |
| 31                   | Max Pfister          | Deutschland             | 03.04.2007           | 1. FSV Mainz 05      | 27                   | 0                    |
| Mittelfeld           |                      |                         |                      |                      |                      |                      |
| 05                   | Tom Steineck U19     | Deutschland             | 01.03.2007           | 1. FSV Mainz 05      | 2                    | 0                    |
| 10                   | Nico Baier 1         | Polen                   | 18.04.2005           | Eintracht Frankfurt  | 25                   | 6                    |
| 11                   | Henry Held           | Deutschland             | 28.10.2005           | Eigene Jugend        | 33                   | 5                    |
| 12                   | Viktor Grbic         | Bosnien und Herzegowina | 15.03.2004           | Rot-Weiß Walldorf    | 35                   | 10                   |
| 20                   | Marcel Kuhlmann      | Deutschland             | 15.09.2004           | 1. FC Kaiserslautern | 12                   | 3                    |
| 21                   | Till Streller        | Deutschland             | 22.04.2003           | FC Rot-Weiß Koblenz  | 6                    | 0                    |
| 24                   | Benjamin Basic       | Bosnien und Herzegowina | 07.04.2006           | TSV Schott Mainz     | 14                   | 0                    |
| 27                   | Luis Klappich U19    | Deutschland             | 10.07.2006           | Eigene Jugend        | 9                    | 2                    |
| 47                   | Othmane El Idrissi 1 | Marokko                 | 07.10.2006           | Rot-Weiss Frankfurt  | 11                   | 2                    |
| Angriff              |                      |                         |                      |                      |                      |                      |
| 07                   | Mateo Zelic          | Deutschland             | 11.11.2006           | Eigene Jugend        | 24                   | 6                    |
| 09                   | Mika Schlosser       | Deutschland             | 05.09.2006           | FSV Frankfurt        | 32                   | 8                    |
| 17                   | Asaf Arania 1        | Israel                  | 19.10.2005           | Rot-Weiss Frankfurt  | 31                   | 1                    |
| 18                   | Georgios Makridis    | Griechenland            | 03.01.2004           | FC Gießen            | 32                   | 17                   |
| 19                   | Ilya Sereda          | Ukraine                 | 10.06.2006           | 1. FC-TSG Königstein | 4                    | 0                    |
| 42                   | Fabio Torsiello 1    | Deutschland             | 02.02.2005           | 1. FSV Mainz 05      | 17                   | 5                    |

### Transfers

#### Transfers Sommer 2024
| Tim Arnold        | SV Darmstadt 98 U19      |
| Nico Baier        | SV Darmstadt 98 U19      |
| Markus Ballmert   | FC Bayern Alzenau        |
| Benjamin Basic    | SV Darmstadt 98 U19      |
| Elias Crößmann    | SV Darmstadt 98 U19      |
| Julian Donges     | SV Darmstadt 98 U19      |
| Samir Gegg        | SV Darmstadt 98 U19      |
| Viktor Grbic      | Rot-Weiß Walldorf        |
| Emil Hagemann     | SV Darmstadt 98 U19      |
| Henry Held        | SV Darmstadt 98 U19      |
| Marcel Kuhlmann   | 1. FC Kaiserslautern II  |
| Georgios Makridis | FC Gießen                |
| Max Pfister       | SV Darmstadt 98 U17      |
| Maurizio Robotta  | Rot-Weiß Walldorf        |
| Til Rohde         | SV Darmstadt 98 U17      |
| Nick Sauer        | SV Darmstadt 98 U19      |
| Mika Schlosser    | FSV Frankfurt U19        |
| Ilya Sereda       | 1. FC-TSG Königstein U19 |
| Till Streller     | FC Rot-Weiß Koblenz      |
| Leon Walch        | Würzburger Kickers       |
| Mateo Zelic       | SV Darmstadt 98 U19      |

| — |

### Spiele

#### Hessenliga
Die Tabelle listet alle Spiele des SV Darmstadt 98 II in der Fußball-Hessenliga 2024/25 auf. Siege sind grün, Unentschieden sind gelb und Niederlagen sind rot hinterlegt.
Der Spielplan sah für jede Mannschaft der Liga zwei spielfreie Spieltage vor. Der SV Darmstadt 98 II war dementsprechend am 9. Spieltag (September 2024) und am 29. Spieltag (März 2025) spielfrei. Zudem wurden die Austragungszeitpunkte des 8. und des 22. Spieltages getauscht.
Wenn nötig, wurden bei entsprechender Witterung oder dem Bedarf eines Flutlichts für Abendspiele ausgewählte Heimspiele nicht regulär in Alsbach-Hähnlein ausgetragen, sondern es wurde stattdessen auf den Sportplatz des Merck-Nachwuchsleistungszentrums des SV Darmstadt 98 in der Kastanienallee in Darmstadt ausgewichen.
Am Ende ihrer Debütsaison belegte die U21 mit 59 Punkten den sechsten Tabellenplatz in der Hessenliga. Da die tabellarisch über der Lilienmannschaft liegenden Vereine FSV Fernwald, Rot-Weiß Walldorf und TSV Eintracht Stadtallendorf allesamt keine Regionalligalizenz beantragten bzw. wieder zurückzogen, stieg der FC Bayern Alzenau als Tabellenzweiter in die Regionalliga auf. Den Platz in der Aufstiegsrelegation machten die beiden verbliebenen Mannschaften, welche die Regionalligalizenz erhielten, nämlich der SV Darmstadt 98 II und Türk Gücü Friedberg, unter sich aus. Über die Aufstiegsrelegation wurde am letzten Spieltag entschieden, als Darmstadt und Friedberg im direkten Duell aufeinandertrafen. Die U21 verzichtete in diesem entscheidenden Spiel jedoch auf einige ihrer Stammspieler, ließ Reservisten und U19-Spieler auflaufen, welche dann mit 2:3 unterlagen, womit Friedberg die Teilnahme an der Aufstiegsrelegation erhielt.
| ST | Datum              | Gegner                       | Platz    | Ort                                                  | Zuschauer | Ergebnis  | Tore |
| -- | ------------------ | ---------------------------- | -------- | ---------------------------------------------------- | --------- | --------- | --- |
| 1  | 28. Juli 2024      | Hünfelder SV                 | Heim     | Sportplatz am Hinkelstein, Alsbach-Hähnlein          | 250       | 1:1 (0:1) | 0:1 Uth (10.), 1:1 El Idrissi (81.) |
| 2  | 3. August 2024     | KSV Baunatal                 | Auswärts | Parkstadion, Baunatal                                | 260       | 0:0 (0:0) | — |
| 3  | 11. August 2024    | FC Hanau 93                  | Heim     | Sportplatz am Hinkelstein, Alsbach-Hähnlein          | 150       | 2:2 (1:1) | 1:0 Baier (40.), 1:1 Karakas (42.), 1:2 Karakas (51.), 2:2 Makridis (90.+2)                                                                    |
| 4  | 14. August 2024    | SV Unter-Flockenbach         | Auswärts | Sportplatz am Wetzelsberg, Gorxheimertal             | 410       | 1:1 (0:0) | 0:1 Makridis (53.), 1:1 Graidia (71.) |
| 5  | 18. August 2024    | FC Eddersheim                | Auswärts | Sportplatz an der Staustufe, Hattersheim am Main     | 250       | 2:1 (1:1) | 0:1 Grbic (13.), 1:1 Yilmaz (22.), 2:1 Kummer (72.)                                                                                            |
| 6  | 25. August 2024    | FSV Wolfhagen                | Heim     | Sportplatz am Hinkelstein, Alsbach-Hähnlein          | 100       | 3:0 (1:0) | 1:0 Makridis (33.), 2:0 Zelic (90.), 3:0 Grbic (90.+2)                                                                                         |
| 7  | 31. August 2024    | SC Waldgirmes                | Auswärts | Stadion in den Lahnauen, Waldgirmes                  | 264       | 0:3 (0:1) | 0:1 Torsiello (35.), 0:2 Ballmert (46.), 0:3 Held (64.)                                                                                        |
| 22 | 4. September 2024  | SV Unter-Flockenbach         | Heim     | Merck-Nachwuchsleistungszentrum, Darmstadt           | 170       | 1:2 (1:0) | 1:0 Makridis (9.), 1:1 Borgenheimer (50.), 1:2 Nag (78., Elfmeter)                                                                             |
| 10 | 14. September 2024 | Rot-Weiß Walldorf            | Auswärts | Stadion an der Okrifteler Straße, Mörfelden-Walldorf | 300       | 3:0 (2:0) | 1:0 Jaadar (26.), 2:0 Kallo (36.), 3:0 Grünewald (50.)                                                                                         |
| 11 | 21. September 2024 | FSV 1926 Fernwald            | Heim     | Sportplatz am Hinkelstein, Alsbach-Hähnlein          | 88        | 0:2 (0:0) | 0:1 Abeselom (54.), 0:2 Woiwod (75., Elfmeter)                                                                                                 |
| 12 | 28. September 2024 | TSV Eintracht Stadtallendorf | Auswärts | Herrenwaldstadion, Stadtallendorf                    | 207       | 2:0 (1:0) | 1:0 Lindenthal (33.), 2:0 Heuser (56.) |
| 13 | 3. Oktober 2024    | VfB Marburg                  | Auswärts | Stadion an der Gisselberger Straße, Marburg          | 200       | 1:0 (0:0) | 1:0 Geisler (76.) |
| 14 | 6. Oktober 2024    | TuS Hornau                   | Heim     | Sportplatz am Hinkelstein, Alsbach-Hähnlein          | 50        | 4:0 (2:0) | 1:0 Grbic (21.), 2:0 Torsiello (38.), 3:0 Makridis (58., Elfmeter), 4:0 Grbic (73., Elfmeter)                                                  |
| 15 | 13. Oktober 2024   | Hanauer SC 1960              | Auswärts | Herbert-Dröse-Stadion, Hanau                         | 270       | 1:3 (1:1) | 0:1 Grbic (24.), 1:1 Calabrese (45.), 1:2 Baier (62.), 1:3 Zelic (90.)                                                                         |
| 16 | 20. Oktober 2024   | SV Adler Weidenhausen        | Heim     | Sportplatz am Hinkelstein, Alsbach-Hähnlein          | 150       | 3:0 (3:0) | 1:0 Baier (26.), 2:0 Makridis (29.), 3:0 Makridis (45.)                                                                                        |
| 17 | 27. Oktober 2024   | SV Steinbach                 | Auswärts | Sportplatz im Mühlengrund, Steinbach (Burghaun)      | 200       | 1:4 (0:1) | 0:1 Baier (43.), 0:2 Torsiello (53.), 0:3 Torsiello (78.), 1:3 Stadler (83.), 1:4 Schlosser (90.+1)                                            |
| 18 | 3. November 2024   | TSV Steinbach Haiger II      | Auswärts | Sportzentrum Haarwasen Haiger, Steinbach (Haiger)    | 50        | 0:2 (0:1) | 0:1 Grbic (40.), 0:2 Makridis (84.) |
| 19 | 9. November 2024   | Türk Gücü Friedberg          | Auswärts | Sportanlage Burgfeld, Friedberg (Hessen)             | 170       | 3:0 (1:0) | 1:0 Izberovic (7.), 2:0 Michel (88.), 3:0 Matthaei (90.+3)                                                                                     |
| 20 | 17. November 2024  | KSV Baunatal                 | Heim     | Sportplatz am Hinkelstein, Alsbach-Hähnlein          | 73        | 1:0 (1:0) | 1:0 Makridis (16.) |
| 21 | 23. November 2024  | FC Hanau 93                  | Auswärts | Heinrich-Sonnrein-Sportanlage, Hanau                 | 150       | 1:3 (0:0) | 0:1 Zelic (47.), 1:1 Pohland (76.), 1:2 Grbic (77.), 1:3 Schlosser (80.)                                                                       |
| 8  | 1. Dezember 2024   | FC Bayern Alzenau            | Heim     | Sportplatz am Hinkelstein, Alsbach-Hähnlein          | 100       | 1:0 (0:0) | 1:0 Torsiello (90.) |
| 23 | 7. Dezember 2024   | Hünfelder SV                 | Auswärts | Rhönkampfbahn, Hünfeld                               | 206       | 1:1 (0:1) | 0:1 Zelic (39.), 1:1 Krieger (87., Elfmeter)                                                                                                   |
| 24 | 16. Februar 2025   | VfB Marburg                  | Heim     | Merck-Nachwuchsleistungszentrum, Darmstadt           | 106       | 3:1 (2:1) | 0:1 Lang (4.), 1:1 Held (19.), 2:1 El Idrissi (35.), 3:1 Baier (51.)                                                                           |
| 25 | 22. Februar 2025   | FC Bayern Alzenau            | Auswärts | Mairec-Arena, Alzenau                                | 300       | 1:2 (0:0) | 0:1 Makridis (60.), 1:1 Sitter (75.), 1:2 Zelic (90.+3)                                                                                        |
| 26 | 26. Februar 2025   | FC Eddersheim                | Heim     | Merck-Nachwuchsleistungszentrum, Darmstadt           | 181       | 3:0 (1:0) | 1:0 Grbic (30.), 2:0 Gegg (81.), 3:0 Schlosser (90.+2)                                                                                         |
| 27 | 9. März 2025       | FSV Wolfhagen                | Auswärts | Hartplatz Nebenplatz, Wolfhagen                      | 350       | 2:1 (1:1) | 1:0 M. Bandowski (34.), 1:1 Arania (45.+10, Elfmeter), 2:1 T. Bandowski (52.)                                                                  |
| 28 | 16. März 2025      | SC Waldgirmes                | Heim     | Sportplatz am Hinkelstein, Alsbach-Hähnlein          | 121       | 4:0 (1:0) | 1:0 Held (45.+2), 2:0 Grbic (47.), 3:0 Zelic (83.), 4:0 Kuhlmann (89.)                                                                         |
| 30 | 29. März 2025      | Rot-Weiß Walldorf            | Heim     | Sportplatz am Hinkelstein, Alsbach-Hähnlein          | 300       | 3:0 (2:0) | 1:0 Schlosser (13.), 2:0 Schlosser (24.), 3:0 Makridis (49.)                                                                                   |
| 31 | 5. April 2025      | FSV 1926 Fernwald            | Auswärts | Sportanlage Oppenröder Straße, Steinbach (Fernwald)  | 510       | 1:0 (1:0) | 1:0 Woiwod (29.) |
| 32 | 13. April 2025     | TSV Eintracht Stadtallendorf | Heim     | Sportplatz am Hinkelstein, Alsbach-Hähnlein          | 100       | 0:2 (0:1) | 0:1 Michel (19.), 0:2 Olizzo (62.) |
| 33 | 27. April 2025     | TuS Hornau                   | Auswärts | Sportanlage am Reis, Hornau (Kelkheim)               | 120       | 0:1 (0:0) | 0:1 Kuhlmann (87.) |
| 34 | 4. Mai 2025        | Hanauer SC 1960              | Heim     | Sportplatz am Hinkelstein, Alsbach-Hähnlein          | 130       | 2:3 (0:1) | 0:1 Dogan (21.), 1:1 Baier (47.), 1:2 Amiri (55.), 2:2 Makridis (78.), 2:3 Aso (87.)                                                           |
| 35 | 13. Mai 2025       | SV Adler Weidenhausen        | Auswärts | Sportplatz Chattenloh, Weidenhausen (Meißner)        | 800       | 2:1 (1:1) | 1:0 Ullrich (22.), 1:1 Makridis (35.), 2:1 Gonnermann (59.)                                                                                    |
| 36 | 17. Mai 2025       | SV Steinbach                 | Heim     | Sportplatz am Hinkelstein, Alsbach-Hähnlein          | 100       | 7:0 (2:0) | 1:0 Schlosser (19.), 2:0 Makridis (45.+1), 3:0 Schlosser (53.), 4:0 Makridis (58.), 5:0 Makridis (60.), 6:0 Kuhlmann (75.), 7:0 Klappich (78.) |
| 37 | 25. Mai 2025       | TSV Steinbach Haiger II      | Heim     | Sportplatz am Hinkelstein, Alsbach-Hähnlein          | 60        | 6:0 (3:0) | 1:0 Grbic (33.), 2:0 Makridis (37.), 3:0 Gegg (39.), 4:0 Held (55.), 5:0 Klappich (66.), 6:0 Schlosser (86.)                                   |
| 38 | 31. Mai 2025       | Türk Gücü Friedberg          | Heim     | Sportplatz am Hinkelstein, Alsbach-Hähnlein          | 400       | 2:3 (1:0) | 1:0 Held (1.), 1:1 Vetter (48.), 1:2 Yikilmaz (64.), 2:2 Ballmert (74.), 2:3 Polichronakis (85.)                                               |

#### Testspiele
Diese Tabelle führt die ausgetragenen Testspiele des SV Darmstadt 98 II in der Saison 2024/25 auf. Siege sind grün, Unentschieden sind gelb und Niederlagen sind rot hinterlegt.
| Datum           | Gegner                                | Liga des Gegners                   | Platz    | Ort                                         | Ergebnis  | Tore |
| --------------- | ------------------------------------- | ---------------------------------- | -------- | ------------------------------------------- | --------- | --- |
| 30. Juni 2024   | TuS Marienborn                        | Verbandsliga Südwest (VI.)         | Heim     | Sportplatz am Hinkelstein, Alsbach-Hähnlein | 5:0       | Torschützen nicht bekannt |
| 6. Juli 2024    | Sportfreunde Schwäbisch Hall          | Verbandsliga Württemberg (VI.)     | Auswärts | Optima Sportpark, Schwäbisch Hall           | 2:0 (0:0) | 1:0 Schmidt (69.), 2:0 Käpplinger (78.) |
| 10. Juli 2024   | TSV Karlburg                          | Bayernliga Nord (V.)               | Auswärts | Sportgelände In der Au, Karlburg            | 1:1 (0:0) | 1:0 Tudor (48.), 1:1 Gegg (61.) |
| 12. Juli 2024   | FC Eintracht Bamberg                  | Regionalliga Bayern (IV.)          | Auswärts | Fuchs-Park-Stadion, Bamberg                 | 3:2 (1:1) | 1:0 Valdez (23.), 1:1 Schlosser (32.), 2:1 Strasser (49.), 2:2 Donges (70.), 3:2 Jankowiak (87.)                                                            |
| 20. Juli 2024   | SV Gonsenheim                         | Oberliga Rheinland-Pfalz/Saar (V.) | Heim     | Sportplatz am Hinkelstein, Alsbach-Hähnlein | 1:2 (0:1) | 0:1 Neukirch (20.), 0:2 Matsumura (51.), 1:2 GöttmannU19 (86.)                                                                                              |
| 18. Januar 2025 | FC Basara Mainz                       | Verbandsliga Südwest (VI.)         | Heim     | Merck-Nachwuchsleistungszentrum, Darmstadt  | 4:0 (1:0) | 1:0 Josan (23.), 2:0 Baier (50.), 3:0 Grbic (82.), 4:0 Zelic (90.)                                                                                          |
| 21. Januar 2025 | Union Titus Petingen II               | Luxemburgische Nachwuchsliga       | Heim     | Merck-Nachwuchsleistungszentrum, Darmstadt  | 3:1       | Torschützen nicht bekannt |
| 25. Januar 2025 | SV Gonsenheim                         | Oberliga Rheinland-Pfalz/Saar (V.) | Auswärts | Kunstrasenplatz, Mainz-Gonsenheim           | 2:1 (1:0) | 1:0 Mahaqui (14.), 1:1 Makridis (53.), 2:1 Neukirch (75.)                                                                                                   |
| 1. Februar 2025 | Wormatia Worms                        | Oberliga Rheinland-Pfalz/Saar (V.) | Heim     | Merck-Nachwuchsleistungszentrum, Darmstadt  | 4:3 (0:1) | 0:1 Özkaya (23.), 1:1 Zelic (51.), 2:1 Crössmann (54.), 3:1 Arnold (72.), 3:2 Gitau (77.), 3:3 Schehl (81.), 4:3 Sereda (83.)                               |
| 8. Februar 2025 | VfB 1909 Bodenheim                    | Verbandsliga Südwest (VI.)         | Heim     | Merck-Nachwuchsleistungszentrum, Darmstadt  | 7:1 (2:1) | 1:0 Makridis (27.), 1:1 Dorn (31.), 2:1 Zelic (45.), 3:1 Grbic (49.), 4:1 Grbic (51.), 5:1 Schlosser (82.), 6:1 Ziewers (84., Eigentor), 7:1 Kuhlmann (89.) |
| 4. März 2025    | Luxemburgische U19-Nationalmannschaft | —                                  | Heim     | Merck-Nachwuchsleistungszentrum, Darmstadt  | 6:2       | Torschützen nicht bekannt |

### Saisonverlauf
| Spieltag | 1 | 2  | 3 | 4 | 5  | 6  | 7 | 8 | 9 | 10 | 11 | 12 | 13 | 14 | 15 | 16 | 17 | 18 | 19 | 20 | 21 | 22 | 23 | 24 | 25 | 26 | 27 | 28 | 29 | 30 | 31 | 32 | 33 | 34 | 35 | 36 | 37 | 38 |
| -------- | - | -- | - | - | -- | -- | - | - | - | -- | -- | -- | -- | -- | -- | -- | -- | -- | -- | -- | -- | -- | -- | -- | -- | -- | -- | -- | -- | -- | -- | -- | -- | -- | -- | -- | -- | -- |
| Spielort | H | A  | H | A | A  | H  | A | H | - | A  | H  | A  | A  | H  | A  | H  | A  | A  | A  | H  | A  | H  | A  | H  | A  | H  | A  | H  | -  | H  | A  | H  | A  | H  | A  | H  | H  | H  |
| Resultat | U | U  | U | U | N  | S  | S | S | - | N  | N  | N  | N  | S  | S  | S  | S  | S  | N  | S  | S  | N  | U  | S  | S  | S  | N  | S  | -  | S  | N  | N  | S  | N  | N  | S  | S  | N  |
| Platz    | 9 | 10 | 9 | 9 | 14 | 10 | 8 | 6 | 6 | 10 | 12 | 14 | 16 | 13 | 11 | 8  | 7  | 5  | 8  | 6  | 6  | 6  | 6  | 5  | 5  | 4  | 4  | 3  | 3  | 3  | 4  | 5  | 4  | 6  | 6  | 6  | 6  | 6  |

Legende: Spielort: H = Heim; A = Auswärts. Resultat: S = Sieg; U = Unentschieden; N = Niederlage

### Abschlusstabelle
Bei der Berechnung gilt laut Spielordnung des Hessischer Fußball-Verbandes der direkte Vergleich.
| Pl. | Verein                       | Sp. | S  | U  | N  | Tore    | Diff. | Punkte | Anm. |
| --- | ---------------------------- | --- | -- | -- | -- | ------- | ----- | ------ | ---- |
| 1.  | FSV 1926 Fernwald LR         | 36  | 20 | 10 | 6  | 077:350 | +42   | 70     |      |
| 2.  | FC Bayern Alzenau            | 36  | 19 | 10 | 7  | 091:460 | +45   | 67     | ▲    |
| 3.  | Türk Gücü Friedberg          | 36  | 18 | 11 | 7  | 083:540 | +29   | 65     | ( ▲) |
| 4.  | Rot-Weiß Walldorf 1 / LR     | 36  | 20 | 6  | 10 | 077:490 | +28   | 65     |      |
| 5.  | TSV Eintracht Stadtallendorf | 36  | 18 | 6  | 12 | 064:470 | +17   | 60     |      |
| 6.  | SV Darmstadt 98 II U21       | 36  | 18 | 5  | 13 | 069:380 | +31   | 59     |      |
| 7.  | KSV Baunatal 1               | 36  | 17 | 7  | 12 | 067:550 | +12   | 57     |      |
| 8.  | FC Eddersheim                | 36  | 14 | 13 | 9  | 074:650 | +9    | 55     |      |
| 9.  | Hünfelder SV                 | 36  | 16 | 7  | 13 | 063:590 | +4    | 55     |      |
| 10. | SC Waldgirmes                | 36  | 14 | 8  | 14 | 066:710 | −5    | 50     |      |
| 11. | SV Adler Weidenhausen        | 36  | 12 | 11 | 13 | 066:630 | +3    | 47     |      |
| 12. | Hanauer SC 1960              | 36  | 14 | 5  | 17 | 070:710 | −1    | 47     |      |
| 13. | FC Hanau 93 1                | 36  | 13 | 7  | 16 | 056:710 | −15   | 45     |      |
| 14. | VfB Marburg                  | 36  | 12 | 8  | 16 | 047:590 | −12   | 44     | R↓   |
| 15. | SV Unter-Flockenbach (N)     | 36  | 10 | 11 | 15 | 062:890 | −27   | 41     | ▼    |
| 16. | FSV Wolfhagen (N)            | 36  | 10 | 8  | 18 | 052:660 | −14   | 38     | ▼    |
| 17. | SV Steinbach 1               | 36  | 8  | 9  | 19 | 042:830 | −41   | 32     | ▼    |
| 18. | TuS Hornau (N)               | 36  | 6  | 10 | 20 | 055:920 | −37   | 28     | ▼    |
| 19. | TSV Steinbach Haiger II (N)  | 36  | 4  | 6  | 26 | 041:109 | −68   | 18     | ▼    |

| Zum Saisonende 2023/24: | |
| (N)                     | Aufsteiger aus den Verbandsligen 2023/24                                                                         |
| Zum Saisonende 2024/25: | |
| ▲                       | Aufstieg in die Regionalliga Südwest 2025/26                                                                     |
| ( ▲)                    | Teilnahme an der Aufstiegsrunde zur Regionalliga Südwest 2025/26                                                 |
| R↓                      | Teilnahme an den Abstiegsrelegationsspielen                                                                      |
| ( ▼)                    | Abstieg in die Verbandsligen 2025/26 in Abhängigkeit vom Abschneiden des Vizemeisters in der Aufstiegsrelegation |
| ▼                       | Abstieg in die Verbandsligen 2025/26                                                                             |

## SV Darmstadt 98 III
Zur Saison 2024/25 trat die Fanmannschaft des SV Darmstadt 98 zum dritten Mal in Folge in der elftklassigen Kreisliga C Darmstadt an.
Ihre Heimspiele trug die dritte Mannschaft im 8,7 Kilometer entfernten „Sportplatz am grünen Steg“ in Pfungstadt, Heimat des zehntklassigen Kreisliga B-Ligisten RSV Germania Pfungstadt, aus. Cheftrainer war Andreas Degenhardt.
Am Ende der Saison belegte die Fanmannschaft mit 62 Punkten den ersten Tabellenplatz und wurde Meister in der Kreisliga C, womit sie für die darauffolgende Saison in die Kreisliga B aufstiegen.